# Förhörsledarna
Förhörsledarna är en svensk dramadokumentär från 1998 i regi av Daniel Bergman. Musiken komponerades av Johan Hedin.
Filmen skildrar kriminalpolisens vidareutbildningar i förhörsteknik för sina förhörsledare. Deltagarna tränar sig i avancerad förhörsteknik under ett rollspel där den mordanklagade spelas av en skådespelare (Pierre Dahlander). Filmen premiärvisades den 21 januari 1998 och repriserades 2000 och 2002.